# Fiebre equina del Potomac
La Fiebre equina del Potomac, también llamada Ehrlichiosis monocítica equina, es una enfermedad infecciosa potencialmente mortal que afecta a los caballos. Está causada por la bacteria intracelular Neorickettsia risticii perteneciente a la familia Rickettsiaceae. La primera descripción del mal fue realizado en 1980, en áreas próximas al Río Potomac, en el noroeste de Washington D. C., Estados Unidos, posteriormente se detectó en otros estados como Minesota, California y Pensilvania. Actualmente se han descrito casos en más de 40 estados de EE. UU. y en Canadá. Las principales manifestaciones consisten en fiebre, falta de apetito en el animal, afectación del estado general y la presencia de diarrea profusa y violenta. Es frecuente la existencia de laminitis por afectación del casco.